# Шервашидзе, Кадыр Туфан-беги
Кадыр Туфан-беги Шервашидзе (груз. ყადირ შერვაშიძე, 29 июня 1887, Кеда, Аджария — 8 мая 1919, Тифлис) — грузинский политик, член Учредительного собрания Грузии.

## Биография
Родился в грузинской мусульманской семье. Отец, Туфан-Бек, был губернатором Квемо Аджарии, мать — из рода Авалиани.
С 1897 по 1899 год учился на подготовительном отделении Батумской гимназии, а с 1899 года — в гимназии.
Гимназистом участвовал в студенческих выступлениях против полицейского режима гимназии; Был членом тайного кружка студентов.
Во время революции 1905 года активно участвовал в студенческих антиправительственных акциях в Батуме, был арестован и исключён из гимназии с запретом на поступление в другие школы.
Сумел продолжить обучение в Тифлисской классической гимназии, которую окончил в 1909 году.
В 1909 году поступил на медицинский факультет Юрьевского университета, был членом Грузинского студенческого сообщества, участвовал в студенческом движении, был арестован в 1910 году. Женился на Надежде (Цуце) Бахтадзе, православной, в последующей жизни супруги сохранили верность, каждый своей, религии.
После начала Первой мировой войны как военный врач был мобилизован, служил на южном фронте. Вернулся в Батум в конце 1916 года. Часть своего двухэтажного дома в Кеде передал под больницу.
В феврале 1917 года стал членом «Комитета грузинских мусульман» в Батуме.
После февральской революции 1917 года был назначен Закавказским попечителем Батумского района.
В ноябре 1917 года избран членом Национального совета Грузии.
1 апреля 1918 года, после того как османская армия оккупировала Батум, покинул Аджарию и стал одним из основателей Комитета освобождения мусульман в Тифлисе (15 мая 1918 года) вместе с Кемалем Ногаидели, Сулейманом Диасамидзе, Гейдаром Абашидзе и Хасаном Тхилаишвили.
Создал кавалерийское подразделение из грузинских мусульман, которым командовал; Был полковником армии Демократической Республики Грузия.
Участвовал в военных операциях против османской армии и местных добровольцев, поддерживающих их в Самцхе-Джавахети; Одновременно был руководителем медицинской и санитарной служб.
Награжден орденом царицы Тамары грузинского легиона.
В 1918 году был членом делегации, направленной Грузинской Демократической Республикой в Германию. Делегации дипломатическим путём удалось добиться освобождения Батума от турецкой оккупации.
12 марта 1919 года избран членом Учредительного собрания Грузии по списку Социал-демократической партии Грузии.
Скоропостижно скончался 8 мая 1919 года в Тифлисе (возможно отравлен). Похоронен в родной деревне Кеда.
В Кеде установлен бюст Кадыра Шервашидзе.